# Інфекційна бурсальна хвороба
Інфекційна  бурсальна хвороба (або хвороба Гамборо) — високо контагіозне вірусне захворювання, яке уражує курчат 3-15-тижневого віку і протікає в гострій формі без виявленої сезонності. У дорослих курей хвороба протікає безсимптомно.
Збудник захворювання належить до родини Бірновірусів. Вірус руйнує лімфоцити органів імунної системи (фабрицієвої бурси, тимусу, селезінки) і породжує імунну недостатність. Джерелом інфекції є хвора та перехворіла птиця. Головний шлях поширення вірусу — аерогенний. Збудник хвороби може поширюватись трансоваріально (на шкаралупі яєць), з продуктами забою хворої птиці, інфікованими кормами, водою, інвентарем, одягом і взуттям обслуговуючого персоналу, транспортними засобами і т.ін., на яких збудник здатний зберігатися тривалий час. Носіями патогенного вірусу можуть бути качки, індики, гуси, цесарки.
|  | Це незавершена стаття про інфекційні захворювання. Ви можете допомогти проєкту, виправивши або дописавши її. |